# Nine Destinies And A Downfall
Nine Destinies And A Downfall – trzeci album studyjny norweskiej grupy muzycznej Sirenia. Wydawnictwo ukazało się 23 lutego 2007 roku nakładem wytwórni muzycznej Nuclear Blast. W ramach promocji do utworów „My Mind’s Eye” i „The Other Side” zostały zrealizowane teledyski.

## Lista utworów
Opracowano na podstawie materiału źródłowego.
1. „The Last Call” – 04:45
2. „My Mind’s Eye” – 03:41
3. „One By One” – 05:28
4. „Sundown” – 05:05
5. „Absent Without Leave” – 04:54
6. „The Other Side” – 03:55
7. „Seven Keys And Nine Doors” – 04:55
8. „Downfall” – 04:44
9. „Glades Of Summer” – 05:36

## Twórcy
Opracowano na podstawie materiału źródłowego.
- Monika Pedersen – wokal prowadzący
- Morten Veland – wokal, gitara rytmiczna, gitara prowadząca, gitara basowa, programowanie, muzyka, słowa, aranżacje, produkcja muzyczna, inżynieria dźwięku, miksowanie
- Jonathan A. Perez – perkusja
- Damien Surian, Emmanuelle Zoldan, Mathieu Landry, Sandrine Gouttebel – chór
- Terje Refsnes – produkcja muzyczna, inżynieria dźwięku
- Tue Madsen – miksowanie, mastering
- Hans Eidsgard – inżynieria dźwięku
- Anthony Clarkson – okładka
- Timo @ Nuclear Blast – oprawa graficzna
- Jaap Waagemaker – A&R
- iCODE Team – zdjęcia

## Wydania
| Rok  | Nr katalogowy          | Format                         | Wytwórnia     | Region | źródło |
| ---- | ---------------------- | ------------------------------ | ------------- | ------ | ------ |
| 2007 | NB 1757-2              | CD, Album, Enh                 | Nuclear Blast | Niemcy | [ 5 ]  |
| 2007 | IROND CD 07-1253       | CD, Album, Enh                 | Irond         | Rosja  | [ 5 ]  |
| 2007 | NB 1757-0, 27361 17570 | CD, Album, Enh, Dig            | Nuclear Blast | Niemcy | [ 5 ]  |
| 2007 | NB 1851-0, NB 1757-0   | CD, Album, Enh, Dig + Box, Ltd | Nuclear Blast | Niemcy | [ 5 ]  |
| 2007 | NB 1843-2              | CD, Album, Promo               | Nuclear Blast | Niemcy | [ 5 ]  |

## Listy sprzedaży
| Lista               | Kraj       | Pozycja |
| ------------------- | ---------- | ------- |
| Schweizer Hitparade | Szwajcaria | 85      |
| SNEP                | Francja    | 134     |